# 曼扎诺
曼扎诺（義大利語：Manzano），是意大利乌迪内省的一个市镇。总面积30.86平方公里，人口6741人，人口密度218.4人/平方公里（2009年）。ISTAT代码为030055。